# Hotel Enjoy Punta del Este
El Enjoy Punta del Este es un hotel y casino 5 estrellas, localizado a orillas de Playa Mansa entre las paradas 3 y 4, en el balneario de Punta del Este, Uruguay, frente a la Isla Gorriti. Cuenta con 294 habitaciones, incluyendo 41 suites de lujo.

## Historia
La construcción del hotel comenzó en marzo de 1993, en la que trabajaron 1700 obreros hasta su inauguración oficial, el día 14 de noviembre de 1997. Si bien originalmente fue operado por la cadena Hilton, bajo la marca Conrad, desde 2013 es operado por la cadena de hoteles y casinos chilena Enjoy.
Una obra de arte ineludible es el enorme mural pintado por Carlos Páez Vilaró, reinaugurado en marzo de 2019.
Por primera vez en toda su trayectoria el hotel debió cerrar sus puertas, debido a la pandemia de COVID-19. En diciembre de 2020 retoma su actividad después de nueve meses.

## Instalaciones
Su casino es uno de los únicos casinos privados en Latinoamérica. Con 4000 m², cuenta con 75 mesas y 542 máquinas de slots. También tiene dos salas destinadas solamente a clientes VIP, una sala VIP de mesas de 450 m² y una sala VIP de slots con 82 máquinas. Cuenta a su vez con una sala destinada a torneos de póker.
El centro de convenciones cuenta con diez salas de convenciones para conferencias, reuniones, congresos, conciertos y otros espectáculos. Alberga hasta cinco mil personas en una aérea de 4500 m².
El spa tiene casi 1200 m², reúne opciones de ejercicio, relax y embellecimiento. Entre sus instalaciones encontramos una piscina y jacuzzi exteriores, otra piscina interior climatizada, canchas de tenis, áreas femenina y masculina, baños de vapor, saunas seco y húmedo y áreas de relax con hidromasaje. Incluye una sala de aparatos con vista al mar.
En cuanto a las actividades para niños, cuenta con tres espacios para chicos de diferentes edades, los cuales organizan actividades y paseos dentro y fuera del hotel.
Dentro del hotel encontramos una galería comercial con tiendas de marcas internacionales, artesanías uruguayas y una boutique oficial del hotel.
Luego de la adquisición por parte del grupo chileno Enjoy en 2013, el hotel sufrió remodelaciones y abrió —con el nombre de OVO Nightclub— un club nocturno con discoteca y espectáculos musicales. Cuenta con 2000 m².
Tiene siete restaurantes y bares:
- Saint Tropez: alta cocina mediterránea.
- Las Brisas: cocina internacional y especialidades locales.
- Soe Bar: salón de té.
- OVO Pool & Bar: bar de piscina, parrilla.
- Blend Bar: bar de casino.
- enjoyWIN Sport Bar: cocina americana.
- OVO Beach: club de playa.

## Galería
|                              |
| Enjoy Punta del Este en 2016 |

|                             |
| Mural de Carlos Páez Vilaró |